# Ruth Halbsguth
Ruth Halbsguth est une nageuse allemande, née le 9 décembre 1916 à Eckernförde et morte le 12 octobre 2003 dans la même ville.

## Carrière
Ruth Halbsguth est médaillée d'argent du relais 4 × 100 mètres nage libre aux Championnats d'Europe de natation 1934 à Magdebourg. Aux Jeux olympiques d'été de 1936 à Berlin, elle est vice-championne olympique dans la même épreuve. 